# Ferretti (Radsportteam)
Ferretti war ein italienisches Radsportteam, das von 1969 bis 1972 bestand. Größter Triumph war der Gesamtsieg beim Giro d’Italia 1971 durch Gösta Pettersson.

## Geschichte
Das Team wurde 1969 unter der Leitung von Alfredo Martini gegründet. Im ersten Jahr konnte zweite Plätze bei Tirreno–Adriatico, Dwars door Belgie und beim Grand Prix de Fayt-Le-Franc  erzielt werden. 1979 konnte ein zweiter Platz bei Grand Prix Forli, dritte Plätze bei der Tour de France, beim Giro d’Italia sowie Platz 7 bei Mailand–Sanremo und Platz 8 bei der Lombardei-Rundfahrt erreicht werden. 1971 war das erfolgreichste Jahr des Teams. Neben dem Sieg beim Giro d’Italia konnten zweite Plätze bei Paris–Nizza, bei der Coppa Placci, der Setmana Catalana, Platz 3 bei Mailand–Sanremo und Platz 5 bei der Tour de Romandie erzielt werden. 1972 wurden zweite Plätze beim Giro di Romagna, der Coppa Sabatini, dem Giro di Puglia, Giro della Provincia di Reggio Calabria, dritte Plätze bei Tirreno-Adriatico, bei Giro del Lazio, Mailand–Turin sowie Platz 4 bei der Coppa Placci, Platz 6 beim Giro d’Italia und Platz 11 bei der Flandern-Rundfahrt erreicht. Am Ende der Saison 1972 wurde das Team aufgelöst.
Hauptsponsor war ein italienischer Hersteller von Küchen.
Von 1970 bis 1971 fuhren die schwedischen Radrennfahrer Gösta, Sture, Erik und Tomas Pettersson, bekannt als die Fåglum-Brüder, gemeinsam im Team Ferretti.

## Erfolge
1969
- eine Etappe Giro d’Italia
- Coppa Sabatini
- drei Etappen Giro di Sardegna

1970
- eine Etappe Tour de France
- Gesamtwertung und eine Etappe Tour de Romandie
- Coppa Sabatini
- Gran Premio Città di Camaiore
- Trofeo Baracchi
- eine Etappe Tirreno–Adriatico
- eine Etappe Cronostaffetta

1971
- Gesamtwertung und eine Etappe Giro d’Italia
- zwei Etappen Tour de France
- GP Alghero
- Trofeo Matteotti
- Trofeo Laigueglia
- Giro dell’Appennino
- Grote Prijs Stad Zottegem
- Omloop van de Fruitstreek
- Gesamtwertung und eine Etappe Tirreno–Adriatico
- zwei Etappen Setmana Catalana
- eine Etappe Tour de Romandie

1972
- fünf Etappen Giro d’Italia
- Gran Premio Industria e Commercio di Prato
- Trofeo Laigueglia
- eine Etappe Tirreno–Adriatico

## Monumente-des-Radsports-Platzierungen
| Monument            | 1969 | 1970 | 1971 | 1972 |
| ------------------- | ---- | ---- | ---- | ---- |
| Mailand–Sanremo     | 79   | 7    | 3    | 2    |
| Flandern-Rundfahrt  | –    | –    | –    | 11   |
| Paris–Roubaix       | –    | 39   | –    | 22   |
| Lombardei-Rundfahrt | 22   | 8    | 7    | 11   |

## Grand-Tour-Platzierungen
| Grand Tour         | 1969 | 1970 | 1971 | 1972 |
| ------------------ | ---- | ---- | ---- | ---- |
| Giro d’ItaliaGiro  | 38   | 6    | 1    | 6    |
| Tour de FranceTour | –    | 3    | 19   | –    |

## Bekannte Fahrer
- Albert Van Vlierberghe (1969–1972)
- Gösta Pettersson (1970–1972)
- Mauro Simonetti (1970–1972)
- Italo Zilioli (1971)
- Gianni Motta (1972)
- Constantino „Tino“ Conti (1972)